# IPCC第一次評估報告
IPCC第一次評估報告（英語：IPCC First Assessment Report，簡稱FAR）是由聯合國政府間氣候變化專門委員會（IPCC）於1990年發佈的第一份有關全球氣候變化的評估報告，成為《聯合國氣候變化綱要公約》（UNFCCC）的基礎。這份報告不僅對UNFCCC的簽訂產生影響，也對1995年在柏林舉行的第一次締約方會議（COP）產生影響。 由IPCC的第一工作組（WG I）撰寫的政策制定者摘要中表示 他們確信人類活動造成的排放正在大幅增加大氣中溫室氣體的濃度（參見地球大氣中的二氧化碳），導致地表進一步變暖。他們確信當前的溫室效應有超過一半是由二氧化碳所造成。
報告撰寫者預測在"一切照舊"(business as usual，BAU) 的情景下，全球平均氣溫於21世紀每十年將上升約0.3°C。他們判斷於過去100年中，全球平均地表氣溫已上升0.3至0.6°C，與氣候模型的預測大致相同，但也與自然氣候變率的幅度相同。人類難以於十年或稍長的時間內能明確檢測出溫室效應的增強效果。
IPCC於1992年提出的補充報告是根據1992年巴西里約熱內盧舉行的地球高峰會（聯合國環境與發展會議）上就UNFCCC進行談判時所要求的更新。補充報告的主要結論是1990年以來持續的研究"並未影響我們對溫室效應科學的基本了解，並證實不須將IPCC發表的第一次科學評估的主要結論做改變”。補充報告指出FAR中所包含的是非常初步的瞬態（時間相關）模擬，已進行過改進，但並未將氣膠或臭氧層變化的因素列入考慮。

## 概述
這份報告分為三個主要部分，分別對應IPCC設立的三個科學家工作組所專注的領域。
- 第一工作組（WG I）：氣候變化的科學評估，由英國物理學家約翰·T·霍頓、G.J. Jenkins以及J.J. Ephraums參與編輯[2]
- 第二工作組（WG II）：氣候變化影響評估，由W.J. McG. Tegart、G.W. Sheldon以及D.C. Griffiths參與編輯[3]
- 第三工作組（WG III）：IPCC應對策略[4]

每個部分都包含供政策制定者參考的摘要。隨後發表的評估報告也遵循這種格式。
第一工作組所提的政策制定者摘要，其中的執行重點包括：
- 我們確信以下幾點：自然界有溫室效應存在……，人類活動產生的排放，將大氣中溫室氣體的濃度大幅增加：包括有二氧化碳、甲烷、氟氯碳化合物與一氧化二氮。這類氣體增加會強化溫室效應，導致地表進一步變暖。地球主要的溫室氣體 - 水蒸氣 - 將因全球變暖而增加，並進一步增強變暖的效果。
- 我們具有高置信度，計算出： ...二氧化碳對溫室效應的增強佔有一半以上的效力，須立即將人類活動所排放的長壽溫室氣體數量減少60%以上，才能將其濃度穩定在當今的水平......
- 根據當前模型，我們預測：在[BAU（一切照舊）]情景下，[21]世紀全球平均氣溫每十年將會增加約0.3°C（同期不確定性範圍為0.2至0.5°C）。這種升溫比過去一萬年的情況還要嚴重。在其他……的情景，假定控制力度逐步提高，全球平均氣溫每十年將上升約0.2°C至約0.1°C。
- 我們的預測存有許多不確定性，特別是在氣候變化的時間、幅度和區域模式方面，原因是我們對以下：溫室氣體的來源和封存功能、雲、海洋與極地冰蓋尚未能有充分的了解。
- 我們的判斷是：過去100年中全球平均地表氣溫已上升0.3至0.6°C……。這種變暖的幅度與氣候模型的預測大致一致，但也與自然氣候變化的幅度相同。因此觀察到的增長可能很大程度上是由於自然變化所致，或者這種變異性和其他人為因素可將更大規模的人為變暖作用抵銷。在僅花十年或稍長的時間內，不太可能明確找出溫室效應增強的歸因。
- 在一切照舊的排放情景下，下個世紀全球海平面平均上升速度約為每十年6厘米（同期不確定性範圍為3-10厘米），主要是源自海洋熱膨脹以及一些陸地冰河的融化。預計海平面到2030年將上升約20厘米，到21世紀末將上升65厘米。

## 外部連結
- IPCC 1990 First Assessment Report Overview Chapter （页面存档备份，存于） (PDF; 1,4 MB)
- IPCC 1990 FAR - Working Group I: Scientific Assessment of Climate Change （页面存档备份，存于）
- IPCC 1990 FAR - Working Group II: Impacts Assessment of Climate Change （页面存档备份，存于）
- IPCC 1990 FAR - Working Group III: The IPCC Response Strategies （页面存档备份，存于）